# 海事法
海事法或海商法是管轄航海問題和私人海事糾紛的法律體系。海事法包括有關海事活動的國內法和規範經營或使用遠洋船舶的私人當事方之間關係的國際私法。雖然每個司法管轄區通常都有自己的管轄海事事務的立法，但自1900年以來，該主題的國際性質和統一的需要導致了國際海事法的重大發展，包括許多多邊條約。
海事法可能與海洋法不同，海洋法是處理航行權、採礦權、沿海水域管轄權以及國家間海洋關係的國際公法體系。《聯合國海洋法公約》已獲得167個國家和歐盟的通過，爭端由漢堡的國際海洋法法庭解決。

## 歷史
海運是最早的商業管道之一，解決海上貿易爭端的規則在有記載的歷史中很早就制定出來了。這些法律的早期歷史記錄包括羅德島法（Nomos Rhodion Nautikos），該法沒有主要書面樣本留存，但在其他法律文本（羅馬和拜占庭法典）中有所提及，以及後來的領事館習俗海上或漢薩同盟。在義大利南部，特拉尼的Ordinamenta et consuetudo maris (1063)和阿馬爾菲法很早就生效了。
布拉克頓進一步指出，在諾曼英格蘭，海事法也被用作普通法的替代品，此前普通法要求通過提出抗辯尋求法院判決來自願服從海事法。
歐洲海事法的主要發起人是法國阿基坦女王埃莉諾。埃莉諾（有時被稱為吉耶納的埃莉諾）在與她的第一任丈夫法國國王路易七世一起在東地中海進行十字軍東徵時了解了海商法。隨後，埃莉諾在奧萊龍島上製定了海事法，並以《奧萊龍卷》的形式出版。一段時間後，當艾莉諾在倫敦擔任她的兒子英國國王理查一世的攝政王時，她也在英國制定了海商法。
在英格蘭和威爾士，有一個特別海事法院處理所有海事案件。儘管早期依賴源自查士丁尼《民法大全》的民法概念，但英國海事法院是一個普通法法院，儘管最初與其他英國法院有些距離，但它是一個特殊的法院。1750 年前後，隨著工業革命的爆發和英國海上貿易的蓬勃發展，海事法院成為創新法律理念和條款的積極來源，以適應新形勢。司法法1873年至1875年的最高法院廢除了海事法院，並將其合併到高等法院新設立的遺囑認證、離婚和海事部門。然而，當 PDA 被廢除並由新的家庭部門取代時，海事管轄權轉移到了所謂的海事法院，該法院實際上是審理航海案件的女王法庭。1981年的《高等法院法》隨後澄清了女王法庭的海事管轄權，因此英格蘭和威爾斯再次擁有了獨特的海事法院（儘管不再設在皇家法院，而是設在勞斯大廈）。
英國海事法庭是美國革命前奏中的一個顯著特徵。例如，《獨立宣言》中的短語“在許多情況下剝奪了我們由陪審團審判的好處”，指的是英國議會授予海事法院在美洲殖民地執行《1765年印花稅法》的管轄權的做法。《印花稅法》在美國不受歡迎，因此殖民地陪審團不太可能判定任何違反該法的殖民者有罪。海事法院從未接受過陪審團審判，因此獲得了管轄權，因此被指控違反《印花稅法》的殖民者可以更容易被國王定罪。
海事法通過1789年美國憲法通過後出現的海事案件逐漸成為美國法律的一部分。美國獨立戰爭中許多傑出的美國律師都是海事和海事律師。其中包括紐約的亞歷山大·漢密爾頓和馬薩諸塞州的約翰·亞當斯。
1787年，托馬斯·傑斐遜寫信給詹姆斯·麥迪遜，提議對當時正在各州審議的美國憲法進行修改，以納入“由陪審團對所有可按本國法律而非國際法審理的事實事項進行審判”的內容。結果就是美國權利法案。亞歷山大·漢密爾頓和約翰·亞當斯都是海事律師，亞當斯在殖民地波士頓的一樁海事案件中代表約翰·漢考克，該案件涉及因違反海關規定而扣押漢考克的一艘船隻。在更現代的時代，最高法院法官奧利弗·溫德爾·霍姆斯（Oliver Wendell Holmes）在擔任法官之前是一名海事律師。

## 特點
海事法處理的事項包括海上商業、海上航行、救助、海上污染、海員權利以及海上旅客和貨物運輸。海事法也涵蓋具有海事性質的陸上商業活動，例如海上保險。一些律師傾向於將“海事法”一詞保留為“濕法”（例如救助、碰撞、扣船、拖航、留置權和限制），而僅將“海事法”用於“乾法”（例如貨物運輸和貨物運輸）。人、海上保險和海事勞工公約）。

### 維護和治療
維護和治療原則植根於公元1160年左右頒布的《奧萊龍卷》第六條。「治療」義務要求船東為在船舶服務中受傷的提供免費醫療護理海員 「最大醫療治癒」的概念比「最大醫療改善」的概念更廣泛。「治愈」海員的義務包括向他提供藥物和醫療設備以提高其工作能力的義務，即使這些藥物和醫療設備不能「改變」他的實際狀況。其中可能包括長期治療，使他能夠繼續保持良好的功能。常見的例子包括義肢、輪椅、
「贍養」義務要求船東向海員提供療養期間的基本生活費。一旦海員能夠工作，他就應該維持自己的生活。因此，海員可能會失去贍養費的權利，而提供治療的義務仍然存在。
被要求起訴船東以收回維護費和治療費的海員也可以收回律師費。沃恩訴阿特金森案，369 US 527 (1962)。如果船東故意且肆意違反提供維修和修復的義務，船東可能會受到懲罰性賠償。參見Atlantic Sounding Co. v. Townsend，557 US 404 (2009) (J. Thomas)。

### 乘客人身傷害
船東對乘客有合理注意的義務。因此，在船上受傷的乘客可以像因第三方的疏忽而在岸上受傷一樣提起訴訟。乘客有責任證明船東有過失。雖然人身傷害案件通常必須在三年內提起，但由於客票中包含的限制，針對遊輪公司的訴訟可能需要在一年內提起。罰單中的通知要求可能會要求在受傷後六個月內提交正式通知。大多數美國郵輪公司的客票也規定，要求將訴訟帶到邁阿密或西雅圖。
在英國，1954年的阿德勒訴迪克森案（喜馬拉雅）允許一家航運公司在水手長的疏忽導致乘客受傷時逃避責任。自此，1977 年《不公平契約條款法》規定，排除因疏忽造成的死亡或人身傷害的責任為非法行為。（然而，從那時起，所謂的「喜馬拉雅條款」已成為承包商將限制條款的保護傳遞給其員工、代理人和第三方承包商的有用方式。）

### 海事留置權和抵押
貸款購買船舶的銀行、向船舶提供燃料和物資等必需品的供應商、應得工資的海員以及許多其他人都對船舶擁有留置權以保證付款。為了執行留置權，必須扣押或扣押船隻。在美國，對美國船舶強制執行留置權的訴訟必須向聯邦法院提起，而不能在州法院進行，除非根據反向伊利原則，州法院可以適用聯邦法律。

### 打撈和寶藏打撈
財產在海上遺失並被他人救助的，救助人有權就被救助的財產要求救助金。不存在「救生」：所有水手都有責任拯救處於危險中的其他人的生命，而不期望得到回報。因此，救助法僅適用於財產的救助。
救助有兩種：合約救助和純粹救助，有時也稱為「功績救助」。在合約救助中，財產所有人與救助人在救助開始前簽訂救助合同，並根據合約確定向救助人支付的費用。最常見的救助合約稱為「勞埃德開放式救助合約」。
在純粹的救助中，貨物所有人與救助人之間不存在任何合約。這種關係是法律所暗示的一種關係。純粹救助下的財產救助者必須向法院提出救助請求，法院將根據服務的「優點」和被救助財產的價值來裁決救助。
純粹的救助索賠分為「高階」救助和「低階」救助。在高階救助中，救助者將自己和船員置於受傷和設備遺失或損壞的風險中，以救助受損的船舶。高階救援的例子包括在惡劣天氣下登上正在下沉的船隻、登上著火的船隻、打撈已經沉沒的船隻或將一艘在海浪中的船隻拖離海岸。低階救助發生在救助者面臨很少或沒有人身風險的情況下。低階救助的例子包括在平靜的海面上拖曳另一艘船、為一艘船提供燃料或將一艘船從沙洲上拉下來。高階救助的救助者比進行低階救助的救助者獲得更多的救助獎勵。
無論是高階救助或低階救助，救助獎勵的金額首先取決於所挽救財產的價值。如果沒有保存任何內容，或造成額外損壞，則不會獲得任何獎勵。其他需要考慮的因素包括救助者的技能、被救助財產所面臨的危險、救助過程中所冒風險的財產的價值、救助行動中花費的時間和金錢等。
純救助金或功勞救助金很少會超過被救助財產價值的 50%。此規則的例外是寶藏打撈。由於沉沒的寶藏通常已經丟失了數百年，而原所有者（或保險人，如果船隻投保了）仍然對其擁有權益，因此救助者或發現者通常會獲得該財產的大部分價值。雖然來自西班牙主海的沉船（例如佛羅里達群島的Nuestra Señora de Atocha）是最常見的寶藏打撈類型，但其他類型的船隻 - 包括二戰時期的德國潛艇，可以保存有價值的歷史文物，美國內戰艦艇（楓葉號航空母艦位於聖約翰斯河的沉沒商船（位於切薩皮克灣的CSS Virginia 號）和沈沒的商船（位於哈特拉斯角附近的SS Central America）——都曾是寶藏打撈獎的對象。由於側掃描聲納的改進，許多以前失踪的船隻現在已經被定位，寶藏打撈現在比過去風險更小，儘管它仍然具有很高的投機性和昂貴的成本。

## 國際慣例
1970 年代中期之前，大多數有關海事貿易和商業的國際公約起源於一個由海事律師組成的私人組織，即國際海事委員會（國際海事委員會或 CMI ）。CMI成立於1897年，負責起草許多國際公約，包括《海牙規則》（國際提單公約）、《維斯比修正案》（修訂海牙規則）、《救助公約》等。雖然 CMI 繼續以諮詢身份運作，但其許多職能已被國際海事組織(IMO)接管，該組織由聯合國於 1958 年成立，但直到1974年左右才真正生效。
IMO制定了許多有關海事安全的國際公約，包括《國際海上人命安全公約》（SOLAS）、《訓練、發證和值班標準》（STCW）、《國際海上避碰規則》（碰撞規則或COLREGS）、海上污染條例（MARPOL）、國際海上搜救公約（SAR 公約）等。《聯合國海洋法公約》（UNCLOS）定義了一項有關保護海洋環境和各種海洋邊界的條約。國際捕魚的限制，例如《國際捕鯨管理公約》也是國際水域公約的一部分。其他商業公約包括《關於限制海船所有人責任的國際公約》，布魯塞爾，1957 年 10 月 10 日。[8]和國際安全貨櫃公約。[9]
一旦通過，大多數國際公約都由各個簽署國透過其港口國管製或透過其國家法院執行。歐盟環境安全局管轄範圍內的案件可能會由位於盧森堡的歐洲法院審理。相較之下，涉及海洋法的爭端可以在漢堡的國際海洋法法庭解決，前提是雙方都是《聯合國海洋法公約》的簽署國。